# Normannische Kompanie
Die Normannische Kompanie (frz. Compagnie normande) war eine Handelskompanie, die im Jahre 1626 von Richelieu gegründet wurde.
Es handelt sich um eine Verbindung der Händler von Dieppe und Rouen, die mit der Erschließung von Senegal und Gambia beauftragt war. Sie wurde 1658 aufgelöst und ihre Aktivvermögen wurden von der Compagnie du Cap-Vert et du Sénégal aufgekauft.